# Kasukabe (Saitama)
Kasukabe (春日部市 Kasukabe-shi?) es una ciudad que se encuentra en la Prefectura de Saitama, Japón. Según datos del 1 de octubre de 2014, la ciudad tiene una población estimada de 235.199 habitantes y una densidad de 5.468,12 personas por km². El área total es de 37,83 km².
La ciudad fue fundada el 1 de julio de 1954, y prosperó sobre todo gracias a una ruta comercial, hoy en día su alcalde es Ryozo Ishikawa. Es conocida fuera de Japón, por ser la ciudad donde viven los personajes y protagonistas del anime Lucky☆Star y también Shinnosuke Nohara, el protagonista de la conocida serie de animación Crayon Shin-chan, este vive allí en la animación dado que su creador, el prestigioso Yoshito Usui, vivía allí hasta su fallecimiento. 
Con motivo del 50.º aniversario de la designación de Kasukabe como ciudad, el ayuntamiento ha decidido otorgar el certificado de residencia a Shinnosuke Nohara (Shin-chan). No es la primera vez que un personaje de ficción consigue dicho permiso, ya que también le fue otorgado a Astroboy en la ciudad de Niiza, también en Saitama.
Kasukabe está hermanada con Elche (España).